# Ottawa Sun
Ottawa Sun – kanadyjski dziennik publikowany w stolicy kraju – Ottawie. Należy do gazet typu tabloid. Został zapoczątkowany w 1983 roku jako „Ottawa Sunday Herald”.
Właścicielem czasopisma jest Postmedia Network.